# 오사충
오사충(吳思忠, 1327년~1406년)은 고려 말 조선 초의 문신이며, 조선의 개국공신이다. 본관은 화순(和順). 시호는 공희(恭僖)다.

## 생애
선조는 경상도 연일현(延日縣) 출신이나 나중에 평안도 영원진(寧遠鎭)으로 이사했다. 1355년(고려 공민왕 4) 문과에 급제하여 감찰규정·헌납(獻納)·집의(執義)를 역임하고, 창왕 때에는 좌사의대부로서 사전(私田)의 폐단을 상소하였다. 이해 공양왕이 즉위하자, 사인(舍人) 조박(趙璞) 등과 함께 상소하여 우왕과 창왕을 폐하여 서인으로 만들 것을 주장하고, 이색(李穡)·조민수(曺敏修)·이인임(李仁任)이 우왕·창왕을 옹립한 것을 탄핵하였다. 이와 같은 과격한 상소로 인하여 한때 관직을 삭탈당하였으나, 다시 복직되어 대사성을 거쳐 판전교시사(判典校寺事)가 되었다. 1392년(태조 1) 정몽주(鄭夢周)가 이성계(李成桂) 일파를 몰아내려 할 때 그도 삭직되어 유배되었으나, 정몽주가 살해되자 풀려나와 좌상시(左常侍)가 되었다.
1392년 7월 17일에 이성계 추대에 참여하여 조선 개국공신 3등으로 호조전서가 되고 영성군(寧城君)에 봉해졌다. 1394년 중추원부사에 오르고, 교주강릉도관찰사(交州江陵道觀察使)로 있으면서 정도전(鄭道傳)·남은(南誾) 등과 가까운 수령·군인들이 직책을 소홀히 하거나 차례를 뛰어넘어 승진한 것 등을 엄하게 조사, 처리하였다. 1395년에 상의중추원사(商議中樞院事)가 되고, 이듬해 정당문학(政堂文學)·경기좌도관찰사가 되었으며, 1404년(태종 4) 판사평부사(判司平府事)로 재직하다가 영성군(寧城君)에 봉군되었다. 1406년 졸하였고 시호는 공희(恭僖)이다. 아들은 서자인 오계종(吳繼宗) 하나가 있다.